# Genius loci (saggio)
(Christian Norberg-Schulz )
Genius loci. Paesaggio ambiente architettura è un saggio di Christian Norberg-Schulz.
Christian Norberg-Schulz scrisse questo libro con il preciso scopo di ovviare a una lacuna fino ad allora presente: creare una fenomenologia dell'architettura. Certamente influenzato dal clima esistenzialista che pervadeva l'Europa e profondamente interessato alle problematiche intimiste studia l'architettura e soprattutto il suo modo di inserirsi nel territorio e le modalità in cui questa può trasformarlo in luogo. Proprio il luogo è il centro della sua riflessione ed è visto come un sito con una precisa identità, sempre riconoscibile, con caratteri che possono essere eterni o mutevoli. Fondamentale è la distinzione tra luogo naturale e luogo artificiale, entrambi distinti nelle categorie romantico, cosmico e classico. È romantico ciò che colpisce e spaventa, esprime le forze ctonie della natura e per questo motivo tocca gli aspetti più profondi della psiche umana. Ciò avviene in genere per paesaggi e città nordiche come Praga. Il paesaggio cosmico è vastissimo, lo sguardo si perde nell'orizzonte infinito e indistinto come quello del deserto. Il cielo altissimo e perfetto sembra necessariamente espressione di un ordine cosmico. Non a caso sono questi i paesaggi che hanno ispirato le religioni monoteiste. Un esempio di luogo artificiale cosmico è l'affascinante città di Khartoum sorta nel punto di incontro di Nilo blu e Nilo bianco. Il paesaggio classico è tipicamente quello greco o italiano: vario, a misura d'uomo a differenza del microcosmo romantico o del macrocosmo cosmico. 
L'architettura deve rispettare il luogo, integrarsi con esso, ascoltare cioè il suo genius loci. Quest'ultima è un'espressione tipicamente romana collegata a tutto ciò che il luogo è e che vuole essere. Non a caso un architetto molto apprezzato da Schulz quale Kahn si chiede cosa voglia anche un singolo determinato materiale. Quello di Schulz, come lui stesso chiarisce, non è un determinismo naturale, non sostiene che in un determinato luogo esiste una sola architettura possibile, tuttavia l'architettura deve interpretare ed essere compatibile con il luogo. L'ultimo capitolo degli otto che compongono il libro si addentra direttamente negli aspetti dell'urbanistica fino a quale punto sono deducibili. 
Il suo è un duro attacco alle città del ventesimo secolo sorte attraverso la riproposizione sconsiderata su larga scala dei modelli dei maestri dell'architettura quali Le Corbusier, Wright o Louis Kahn. Il risultato è stato quello di creare dei non-luoghi che, come chiarito da Kevin Lynch, portano necessariamente, secondo uno schema marxista di struttura e sovrastruttura, all'alienazione.

## Edizioni
- Christian Norberg-Schulz e Anna Maria Norberg-Schulz, Genius Loci. Paesaggio, ambiente, architettura, Documenti di architettura, Milano, Electa, 1992, ISBN 978-88-435-4263-5.